# IC 5371
IC 5371 је лентикуларна галаксија у сазвјежђу Андромеда која се налази на листи објеката дубоког неба у Индекс каталогу.
Деклинација објекта је + 32° 49' 56" а ректасцензија 0h 0m 14,8s. Привидна величина (магнитуда) објекта IC 5371 износи 14,7 а фотографска магнитуда 15,7. IC 5371 је још познат и под ознакама CGCG 499-30, CGCG 498-58, KAZ 234, PGC 24.